# Махачарья
Махачарья (санскр. महाचार्य, *mahācārya*) — почётный духовный титул в индуизме, буддизме и джайнизме, означающий «великий учитель» или «старший наставник». Термин используется для обозначения выдающихся духовных лидеров, философов, мастеров практики и носителей линии преемственности.

## Этимология
Слово состоит из двух санскритских корней: *mahā* (मह) — «великий» и *ācārya* (आचार्य) — «учитель», «наставник», «тот, кто обучает». Таким образом, *mahācārya* буквально переводится как «великий учитель» — усиленная форма широко используемого термина *ачарья*.

## Традиционное использование

### В индуизме
В философских традициях веданты и тантры титул махачарьи может быть присвоен гуру, возглавляющим духовную школу (сампрадаю) или передающим линию учения. В ряде случаев он перекликается по значению с другими титулами — такими как Махамандалешвар или Джагадгуру. Титул также может использоваться для наставников, сочетающих теоретическое знание писаний с практической передачей в области йоги, медитации или ритуала.

### В буддизме
В махаяне и ваджраяне махачарья — это учитель, обладающий правом инициации и глубокими знаниями в области тантрических и эзотерических текстов. Исторические тексты упоминают титул в связи с такими фигурами, как Нагарджуна и Падмасамбхава. В традиции монастырей, таких как Наланда и Викрамашила, махачарьями называли наставников, обучающих высшей доктрине и тантрам.

### В джайнизме
В джайнизме термин может означать старшего монаха или доктринального авторитета в рамках шраманской традиции. Такие учителя часто несут ответственность за обучение других монахов и толкование канонических текстов.

## Современное использование
В современном контексте титул махачарья используется духовными школами и йогическими организациями для обозначения наставников, признанных за философскую глубину, руководство линией преемственности или институциональный вклад. Среди современных носителей титула упоминаются:
- Хамсах Манарах — основатель учения Аумизма.[1]

- Бхадрешдас Свами — санскритский учёный и духовный лидер, удостоенный титулов «Махачарья» и «Махамахопадхьяя» от Индийского совета философских исследований.[2]

- Ксения Никитина — российский преподаватель йоги, публично упоминаемый с титулом Махачарья на официальном сайте и в национальных СМИ.[3]

- Малай Десаи — духовный преемник традиции Amrit Yoga, публично упоминаемый как Махачарья с 2012 года.[4]

- Нестор Сесарини — координатор Южной Америки и упомянут как Махачарья на сайте World Yoga Federation.[5]

- Марсело Реботтаро — основатель Федерации йоги Южной Америки.[6]